# Hello!オズワルド
『Hello! オズワルド』（ハロー オズワルド）(原題：Oswald)は、ダン・ヤッカリーノの絵本、およびそれを原作としたアメリカ合衆国のテレビアニメ。
ヒット・エンターテインメント（現：マテル）とニコロデオンとの制作で2001年から2004年まで放映された。日本では2003年4月7日から2004年2月3日までWOWOWで平日7時15分 - 7時30分に放送され、後にディズニーチャンネルのプレイハウスディズニー枠でも放送された。青いタコのオズワルドと仲間たちの日常を描いた物語。

## 登場キャラクター
オズワルド
声：フレッド・サベージ 日本語：比嘉栄昇(BEGIN)
本作の主人公。青いタコ。心優しく、社交的で思いやりがあるが、少し怖がり。歌とピアノが好き。愛犬のウィニーといつも一緒で、ヘンリーは親友。何かが起こると『オーマイガッシュ！！』と言う。
ウィニー
声：デビ・デリーベリー
オズワルドのペットで、メスのホットドッグ。主人にはいつもよりそっている。賢く、オズワルドが困ったときにはいつも助けている。
ヘンリー
声：デヴィッド・ランダー 日本語：藤村俊二
ペンギン。オズワルドと同じアパートの住人。規則正しい生活をしている。
デイジー
声：クリスタル・スケールズ 日本語：ベッキー
黄色花。スポーツ万能。チャレンジ精神があり前向きな性格。
マダム・バタフライ
声：ラレイン・ニューマン 日本語：佐々木優子
蝶。皆の母親のような存在。彼女の喫茶店「ビッグダイナー食堂」はオズワルドたちに人気がある。娘にカトリーナがいる。
カトリーナ
声：デビ・デリーベリー
マダム・バタフライの娘で幼虫。オズワルドを兄のように慕っている。
ジョニー・スノーマン
声：メル・ウィンクラー 日本語：銀河万丈
雪達磨のアイスクリーム屋。おだやかで物静か。オズワルドにアドバイスや助言をしてくれる。
フタゴ・タマゴ
声：ダラン・ノリス 日本語：菅生隆之（エドワード） / J. Grant Albrecht 日本語：大川透（レオ）
双子のタマゴ。ボケとツッコミをしたりコミカルな存在。

## エピソード
| #  | #  | エピソード                   | 原題                        | 初放送日              |
| -- | -- | ---------------------------- | --------------------------- | --------------------- |
| 1  | 14 | ビッグ・バナナ               | Big Banana                  | 2003年 4月7日         |
| 2  | 12 | ビッグリするって楽しいな     | I Guess You Never Know      | 4月8日                |
| 3  | 13 | おとまり                     | Sleepover                   | 4月9日                |
| 4  | 11 | ローラースケート             | Rollerskating               | 4月10日               |
| 5  | 15 | ビッグシティが大洪水         | Leaky Faucet                | 4月11日               |
| 6  | 16 | カトリーナのバースデーケーキ | Catrina's Birthday Cake     | 4月15日               |
| 7  | 3  | 水玉のかさ                   | The Polka Dot Umbrella      | 4月16日               |
| 8  | 4  | マシュマロをもう1コ          | One More Marshmallow        | 4月17日               |
| 9  | 1  | アイスクリームを追いかけろ   | Chasing the Ice-Cream Truck | 4月21日               |
| 10 | 2  | キャンプに行こう             | The Camping Trip            | 4月22日               |
| 11 | 5  | デイジーと楽器               | Daisy Plays an Instrument   | 4月23日               |
| 12 | 6  | ウィニーの毛糸玉             | The Ball of Yarn            | 4月24日               |
| 13 | 18 | やさしいドラゴン・ポンゴ     | Pongo the Friendly Dragon   | 4月28日               |
| 14 | 19 | のんびり楽しいピクニック     | A Nice Quiet Picnic         | 4月30日               |
| 15 | 7  | がらくたは捨てちゃえ！       | Down in the Dump            | 5月1日                |
| 16 | 8  | 小鳥のおうち                 | The Birdhouse               | 5月6日                |
| 17 | 9  | 羽がのびたヘンリー           | Henry Needs a Haircut       | 5月7日                |
| 18 | 10 | さかなのフリッピー           | Flippy the Fish             | 5月8日                |
| 19 | 17 | 雲のコレクション             | Cloud Collecting            | 5月12日               |
| 20 | 20 | ビッグ・パレード             | The Big Parade              | 5月13日               |
| 21 | 21 | ゴーカート・レース           | The Go-Kart Race            | 5月14日               |
| 22 | 22 | 落ち葉                       | Autumn Leaves               | 5月15日               |
| 23 | 25 | ピアノがヘンだ               | Fixing the Piano            | 5月19日               |
| 24 | 26 | ヘンリー空を飛ぶ             | Henry Wants to Fly          | 2月7日(先行) 5月20日  |
| 25 | 27 | デイジーとアヒルの子         | Daisy and the Duckling      | 2月11日(先行) 5月21日 |
| 26 | 28 | よくばりな1日                | The Double Date             | 5月22日               |
| 27 | 29 | はなかぜ                     | The Sniffles                | 5月26日               |
| 28 | 30 | たいせつな花びん             | The Broken Vase             | 5月27日               |
| 29 | 34 | なかまはずれ                 | Odd One Out                 | 5月28日               |
| 30 | 34 | さよならヘンリー             | Goodbye Best Friend         | 5月29日               |
| 31 | 35 | 真っ赤なトマト               | The Tomato Garden           | 6月2日                |
| 32 | 36 | バード・ウォッチング         | Bird Watching               | 6月3日                |
| 33 | 39 | ペット・コンテスト           | The Pet Show                | 6月4日                |
| 34 | 40 | さかなつり                   | Going Fishing               | 6月5日                |
| 35 | 41 | いたずらネコ                 | The Naughty Cat             | 6月9日                |
| 36 | 42 | 大きなたまご                 | The Giant Egg               | 6月10日               |
| 37 | 43 | ベタベタこまった             | A Sticky Situation          | 6月11日               |
| 38 | 44 | トゥーティ・フルーティ・パイ | Tutti-Frutti Pie            | 6月12日               |
| 39 | 23 | ビーチでの1日                | A Day at the Beach          | 6月16日               |
| 40 | 45 | アイスクリーム配達します     | Job for a Day               | 6月17日               |
| 41 | 38 | お似合いのカップル           | Perfect Match               | 6月18日               |
| 42 | 37 | やっぱり友だち               | Friends Indeed              | 6月19日               |
| 43 | 46 | あこがれのスター             | Sammy Starfish Live         | 6月23日               |
| 44 | 49 | 最高のお願い                 | The Biggest Wish            | 6月24日               |
| 45 | 50 | とまった時計                 | The Stopped Clock           | 6月25日               |
| 46 | 31 | 風船でレスキュー             | The Big Balloon Rescue      | 6月26日               |
| 47 | 51 | ウィニー、おふろにはいろう！ | Weenie Needs a Bath         | 6月30日               |
| 48 | 52 | かくれんぼ                   | Hide and Seek               | 2月15日               |
| 49 | 24 | 砂の彫刻コンテスト           | The Sand Sculpture Contest  | 10月9日               |
| 50 | 33 | アイスクリームの山           | Snow to Go                  | 10月14日              |
| 51 | 47 | カトリーナの初めての雪       | Catrina's First Snow        | 2004年 2月2日         |
| 52 | 48 | 雪祭り                       | The Snow Festival           | 2月3日                |

## 映像ソフト化
いずれもアニプレックス（発売元）とソニー・ミュージックソリューションズ（販売元）から発売。
映像特典にはキャラクター紹介、テーマソング、プロモーションビデオ＆カラオケ、英語レッスンコーナーを収録。。
なお、特別版の2本はDVD-BOX初回限定盤のみ収録かつセル版のみ存在し、映像特典は全8巻のDVDとは変わらず、オズワルドのぬいぐるみが特典として同封された。
| 巻                       | 収録内容                                                                                                 | 発売日         | 規格品番 (VHS) | 規格品番 (DVD) | 備考           |
| ------------------------ | --- | -------------- | -------------- | -------------- | -------------- |
| 第1巻                    | ビッグバナナ ビックリするって楽しいな おとまり ローラースケート ビッグシティが大洪水                     | 2003年7月24日  | SVWV-4200      | SVWB-4200      |                |
| 第2巻                    | カトリーナのバースデーケーキ 水玉のかさ マシュマロをもう１コ アイスクリームを追いかけろ キャンプに行こう | 2003年7月24日  | SVWV-4201      | SVWB-4201      |                |
| 第3巻                    | デイジーと楽器 ウィニーの毛糸玉 やさしいドラゴン・ポンゴ のんびり楽しいピクニック がらくたは捨てちゃえ！ | 2003年8月27日  | SVWV-4202      | SVWB-4202      |                |
| 第4巻                    | 小鳥のおうち 羽がのびたヘンリー さかなのフリッピー 雲のコレクション ビッグ・パレード                     | 2003年8月27日  | SVWV-4202      | SVWB-4202      |                |
| 第5巻                    | 落ち葉 ピアノがへんだ よくばりな1日 はなかぜ たいせつな花びん                                            | 2003年9月26日  | SVWV-4204      | SVWB-4204      |                |
| 第6巻                    | なかまはずれ さよならヘンリー バード･ウォッチング ペット･コンテスト さかなつり                           | 2003年9月26日  | SVWV-4205      | SVWB-4205      |                |
| 第7巻                    | いたずらネコ 大きなたまご ベタベタこまった トゥーティ・フルーティ・パイ お似合いのカップル               | 2003年10月22日 | SVWV-4206      | SVWB-4206      |                |
| 第8巻                    | やっぱり友だち あこがれのスター とまった時計 風船でレスキュー ウィニー、おふろにはいろう！               | 2003年10月22日 | SVWV-4207      | SVWB-4207      |                |
| 特別編～最高のおねがい～ | アイスクリームの山 ビーチでの1日 砂の彫刻コンテスト 最高のお願い デイジーとアヒルの子 真っ赤なトマト     | 2005年8月24日  | N/A            | ANZB-4037      | 初回限定盤のみ |
| 特別編～ゆきまつり～     | アイスクリーム配達します カトリーナの初めての雪 かくれんぼ 雪祭り ゴーカート・レース ヘンリー空を飛ぶ    | 2005年8月24日  | N/A            | ?              | 初回限定盤のみ |